# Un concert
Albums de Blankass
Elliott
(2005) Les Chevals
(2012)
Un concert est le premier album enregistré en concert du groupe de rock Blankass sorti en 2008.

## Titres
1. C'est moi (6 min 40 s)
2. L'ère de rien (4 min 53 s)
3. Ce que tu n'es pas (3 min 54 s)
4. Qui que tu sois (4 min 15 s)
5. Mon drapeau (3 min 00 s)
6. L'étage (6 min 06 s)
7. Pas des chiens (4 min 25 s)
8. Au Costes à côté (4 min 25 s)
9. La croisée (3 min 59 s)
10. Ma gueule (3 min 36 s)
11. D'où je viens (5 min 51 s)
12. Tonight tonight (6 min 06 s)
13. Fatigué (4 min 28 s)
14. Je n'avais pas vu (5 min 05 s)
15. La couleur des blés (6 min 23 s)

Cet album comporte également un DVD avec cinq titres en live, La Monstrueuse Parade, un montage d'images d'archives du groupe, et les clips officiels de Blankass